# Поповська (Красноборський район)
Поповська (рос. Поповская) — присілок в Красноборському районі Архангельської області Російської Федерації.
Населення становить 5 осіб. Входить до складу муніципального утворення Куликовське сільське поселення.

## Історія
Від 2004 року входить до складу муніципального утворення Куликовське сільське поселення.

## Населення
| 2002 | 2010 |
| ---- | ---- |
| 5    | →5   |